# Jacob van den Berg
Jacob Ralph van den Berg (ur. 19 grudnia 1916 w Birmingham) – holenderski żeglarz, olimpijczyk.
Na regatach rozegranych podczas Letnich Igrzysk Olimpijskich 1960 wystąpił w klasie Dragon zajmując 13 pozycję. Załogę jachtu Trintel II tworzyli również Biem Dudok van Heel i Wim van Duyl.